# Primaire kleur
Primaire kleuren zijn kleuren die theoretisch volstaan om, als ze door menging met elkaar gecombineerd worden, het grootst mogelijke kleurengamma, of gamut, voort te brengen. Welke de primaire kleuren zijn, is afhankelijk van het gebruikte mengsysteem.

## Verschillende kleurmengsystemen

### Het subtractieve kleurmengsysteem

Subtractief mengen van kleuren

In het subtractieve kleursysteem, zoals bij het mengen van (transparante) verf en in de kleurendruk, zijn de primaire kleuren cyaan (hemelsblauw), magenta (een soort roze) en geel (aangeduid als CMY, met de Y van yellow).  Bij subtractieve menging is de mengkleur altijd donkerder dan de donkerste bronkleur. Dit systeem wordt 'subtractief' genoemd omdat bij vermenging steeds minder licht teruggekaatst wordt, waardoor de donkerdere kleuren ontstaan.
In het ideale geval levert het mengen van alle kleuren zwart op. In de praktijk blijkt dit niet het geval, daarom bestaat het kleurensysteem voor drukinkt en de meeste kleurenprinters uit vier kleuren: CMYK ofwel Cyan, Magenta, Yellow, Key (black).

### Het additieve kleurmengsysteem

Additief mengen van kleuren

In het additieve kleursysteem, zoals dat bij een beeldscherm en bij een belichting met gekleurde lampen wordt gebruikt, zijn de primaire kleuren rood, groen en blauw. Ze worden ook wel de donkere hoofdkleuren genoemd. Dit systeem wordt dan ook meestal aangeduid als RGB. Bij additieve menging is de mengkleur altijd lichter dan de lichtste bronkleur. 
Beeldschermen kunnen problemen hebben met het correct weergeven van de groene kleur; veelal lijkt deze ietwat geel. Alle weergegeven groene en cyaankleurige objecten zullen in het echt meestal een andere kleur hebben. Dit is een gevolg van beperkingen in de fluorescentiepigmenten en het gevaar van te energierijke blauwviolette straling.

### Het traditionele subtractieve kleurmengsysteem in de schilderkunst
In de schilderkunst worden traditioneel de subtractieve primaire kleuren aangegeven als rood, geel en blauw. Dit is afkomstig uit een verouderde kleurenleer uit de achttiende eeuw. Met deze kleuren lukt het echter niet om een zuiver paars of groen te mengen. Destijds waren er maar twee relevante lichtechte verzadigde pigmenten beschikbaar: vermiljoen en ultramarijn. Die hebben echter niet de juiste tint. Pigmenten voor cyaan en magenta waren nog niet beschikbaar.
Bij de menging van verf kan men alleen een gewenst resultaat bereiken door toepassing van het bovenstaande wetenschappelijke subtractieve systeem — waarbij men overigens bij dekkende verf vanwege de beperkingen die eigen zijn aan de partitieve menging nooit verzadigde secundaire kleuren kan verkrijgen en er fysiek in feite geen subtractie plaatsvindt. 
Toch levert dit in de praktijk weinig problemen op, omdat de begrippen "rood" en "blauw" vaag gebruikt worden. Als een kunstschilder bijvoorbeeld een oranje wil mengen, zal hij een warm geel uit de tube pakken en dit mengen met een rood. Wil hij een paars maken, dan pakt de kunstschilder, vanuit intuïtie en ervaring, eerder een blauwachtig "rood" (in feite een naar magenta neigende tint, zoals karmijn), en mengt dat met een blauw dat al naar paars neigt.
Dit alles houdt verband met een ander verschijnsel binnen de kleurpsychologie. Het lijkt erop dat de mens aangeboren kleurfoci heeft: secundair rood, geel, groen en secundair blauw. Ten dele door een bizar toeval en ten dele doordat eenvoudig te ontdekken metaaloxides niet magenta gekleurd kunnen zijn, komen dus de twee reeds genoemde pigmenten precies overeen met tinten die al meteen als "correct" worden ervaren. De ervaring leert dat het inderdaad vaak heel moeilijk is een schilder ervan te overtuigen dat zijn gebruikelijke hoofdkleuren slechts "pseudoprimair" zijn.
Zo kan de kunstschilder ook spreken van secundaire kleuren, die uit twee primaire kleuren worden gemaakt, en van tertiaire kleuren die uit drie primaire kleuren worden gemengd, oftewel uit een primaire en een secundaire kleur. De traditionele primaire kleuren worden als volgt gezien:
| rood  |
| geel  |
| blauw |

### Partitieve kleurmenging
Bij dekkende verf, maar ook in een mozaïek of een geruit weefsel, wordt gebruikgemaakt van partitieve kleurmenging. Bij partitieve menging is de mengkleur lichter dan de donkerste en donkerder dan de lichtste bronkleur. Om alle kleuren in verzadiging te kunnen mengen hebben we naast cyaan, magenta en geel, ook rood, groen en blauw nodig, dus de lichte en de donkere hoofdkleuren. De gangbare opvatting waarbij rood, blauw en geel als primaire kleuren worden beschouwd bij deze menging is onjuist. Men kan dan in feite geen verzadigd magenta of cyaan verkrijgen, alleen een flets groen of roze.

## Werking van het oog
Het is niet juist dat men door kleurmenging werkelijk iedere kleur kan nabootsen. Licht met een golflengte van 600 nm is geel. Door additieve menging van rood (650 nm) met groen (550 nm) in de juiste verhouding krijgt men een kleur die op het menselijk oog dezelfde indruk maakt. Het is denkbaar dat verschillende personen - en dieren - een duidelijk verschil zien. Bij additieve en subtractieve kleurmenging maakt men gebruik van deze onvolkomenheid van het oog.

## Historische ontwikkeling van het begrip
Uit de oudheid is geen enkele theorie overgeleverd die erop zou duiden dat het concept "primaire kleur" al bekend was. Tot laat in de middeleeuwen ging men er óf van uit dat alle kleuren gelijkwaardig waren, óf dat er maar één echte kleur was, wit, rood of geel, waarvan de andere kleuren dan een soort gradaties waren.
De eerste die een leer ontwikkelde met hoofdkleuren, lijkt de Italiaan Leon Battista Alberti geweest te zijn die in 1435 stelde dat alle kleuren gebaseerd waren op de vier basiskleuren rood, geel, groen en blauw. Dat werd een gangbare leer onder de geleerden, wat weer verzet opriep bij de schilders omdat die uit de praktijk wisten dat groen gemengd kon worden uit geel en blauw. In de renaissance wordt het in de schilderkunst dan gebruikelijk om rood, geel en blauw als hoofdkleuren te zien. Voor het eerst werd dat in een expliciete leer vastgelegd in 1613 in de Optica van de Brusselse jezuïet Franciscus Aguilonius.
In de 18e eeuw neemt het aantal kleurenleren snel toe. Het is Johann Heinrich Lambert die in 1772 met zijn kleurenpiramide voor het eerst een blauw als hoofdkleur geeft dat niet ultramarijnblauw is maar een cyaan ("azuriet"). Al die tijd wordt er, in navolging van Aristoteles en ondanks het werk van Newton, geen onderscheid gemaakt tussen additieve en subtractieve menging. Pas in de 19e eeuw creëert de natuurkundige James Maxwell met zijn Perception of Colour een volledig mathematisch omschreven model van de kleurperceptie dat dit onderscheid wel vertoont en de correcte hoofdkleuren geeft. Dit zou echter niet meteen aanvaard worden: typisch voor de late 19e eeuw zijn modellen met vier hoofdkleuren, inclusief groen, die gebaseerd zijn op een vermeend grootste kleurcontrast tussen rood en groen. De andere modellen hebben alle rood als hoofdkleur. Pas in 1908 geeft Alois Höfler naast zijn model met vier kleuren ook nog een speciale driehoek voor de kunstenaar die een magenta vertoont in plaats van rood.
Een ander kleursysteem is het Natural Colour System, dat zich baseert op de opponentkleuren van Ewald Hering. Dat systeem kent drie paren van zogeheten "elementaire kleuren", zwart/wit, groen/rood en geel/blauw.